# Sansais
Sansais – miejscowość i gmina we Francji, w regionie Nowa Akwitania, w departamencie Deux-Sèvres.
Według danych na rok 1990 gminę zamieszkiwało 688 osób, a gęstość zaludnienia wynosiła 46 osób/km² (wśród 1467 gmin regionu Poitou-Charentes Sansais plasuje się na 440. miejscu pod względem liczby ludności, natomiast pod względem powierzchni na miejscu 583.).